# 云台山站 (平安北道)
雲台山站（朝鲜语：운대산역；）曾为朝鲜铁路云山线上的一个车站，位于平安北道香山郡，废止时间不明。